# MBC 금토 드라마
MBC 금토 드라마는 MBC TV에서 매주 금요일부터 토요일 오후 10시에 방송 중인 미니 시리즈 드라마 프로그램이다.

## 개요
미니 시리즈 드라마 형식으로 방송 중이다.

## 방송 시간
- 현재 방송 시간은 2025년 7월 4일부터 기준으로 한다.

| 방송 채널 | 방송 기간                         | 방송 시간                                           | 방송 분량                        |
| --------- | --------------------------------- | --------------------------------------------------- | -------------------------------- |
| MBC TV    | 2021년 9월 17일 ~ 2021년 9월 25일 | 매주 금요일 ~ 토요일 오후 10시 ~ 오후 11시 20분     | 1시간 20분 (60초 중간 광고 포함) |
| MBC TV    | 2021년 10월 1일 ~ 2025년 6월 28일 | 매주 금요일 ~ 토요일 오후 9시 50분 ~ 오후 11시 10분 | 1시간 20분 (60초 중간 광고 포함) |
| MBC TV    | 2025년 7월 4일 ~ 현재             | 매주 금요일 ~ 토요일 오후 10시 ~ 오후 11시 10분     | 1시간 20분 (60초 중간 광고 포함) |

## 프로그램 리스트
- 아래 프로그램은 2002년 11월 이후 시청 가능 연령을 표시하는 드라마 프로그램 등급 제도를 의무적으로 시행하여 현재까지 이어지고 있다.
- 2017년 3월 1일부터 TV 프로그램 등급 표시 외에 주제, 폭력성, 선정성, 언어, 모방 위험 등 분류 사유 표시를 의무적으로 시행하고 있다.

### 2020년대

#### 2021년
- 《검은 태양》 : 2021년 9월 17일 ~ 2021년 10월 23일
- 《옷소매 붉은 끝동》 : 2021년 11월 5일 ~ 2021년 12월 25일

#### 2022년
- 《트레이서》 : 2022년 1월 7일 ~ 2022년 3월 25일
- 《내일》 : 2022년 4월 1일 ~ 2022년 5월 21일
- 《닥터 로이어》 : 2022년 6월 3일 ~ 2022년 7월 23일
- 《빅마우스》 : 2022년 7월 29일 ~ 2022년 9월 17일
- 《금수저》 : 2022년 9월 23일 ~ 2022년 11월 12일
- 《금혼령》 : 2022년 12월 9일 ~ 2023년 1월 21일

#### 2023년
- 《꼭두의 계절》 : 2023년 1월 27일 ~ 2023년 3월 24일
- 《조선변호사》 : 2023년 3월 31일 ~ 2023년 5월 20일
- 《넘버스 : 빌딩숲의 감시자들》 : 2023년 6월 23일 ~ 2023년 7월 29일
- 《연인》 : 2023년 8월 4일 ~ 2023년 9월 2일
- 《연인 파트 2》 : 2023년 10월 13일 ~ 2023년 11월 18일
- 《열녀박씨 계약결혼뎐》 : 2023년 11월 24일 ~ 2024년 1월 6일

#### 2024년
- 《밤에 피는 꽃》 : 2024년 1월 12일 ~ 2024년 2월 17일
- 《원더풀 월드》 : 2024년 3월 1일 ~ 2024년 4월 13일
- 《수사반장 1958》 : 2024년 4월 19일 ~ 2024년 5월 18일
- 《우리, 집》 : 2024년 5월 24일 ~ 2024년 6월 29일
- 《백설공주에게 죽음을-Black Out》: 2024년 8월 16일 ~ 2024년 10월 4일
- 《이토록 친밀한 배신자》 : 2024년 10월 11일 ~ 2024년 11월 15일
- 《지금 거신 전화는》 : 2024년 11월 22일 ~ 2025년 1월 4일

#### 2025년
- 《모텔 캘리포니아》 : 2025년 1월 10일 ~ 2025년 2월 15일
- 《언더커버 하이스쿨》 : 2025년 2월 21일 ~ 2025년 3월 29일
- 《바니와 오빠들》 : 2025년 4월 11일 ~ 2025년 5월 17일
- 《노무사 노무진》 : 2025년 5월 30일 ~ 2025년 6월 28일
- 《메리 킬즈 피플》 : 2025년 8월 1일 ~ 2025년 9월 12일
- 《달까지 가자》: 2025년 9월 19일 ~ 방송 예정

## 경쟁 프로그램
- KBS 2TV 금토 드라마
- SBS 금토 드라마
- TV조선 금토 드라마
- JTBC 금토 드라마
- 채널A 금토 드라마
- MBN 금토 드라마
- tvN 금토 드라마
- ENA 금토 드라마

## 같이 보기
| MBC TV 금요일 ~ 토요일 프로그램 |             |                                                 |
| 이전                            | 금토 드라마 | 다음                                            |
| 금토 드라마 (재방송)            | 금토 드라마 | 나 혼자 산다 (금요일) 전지적 참견 시점 (토요일) |
| 오후 8시 40분                   | 오후 10시   | 오후 11시 10분                                  |
|                                 |             |                                                 |